# Ненад Поповић
Ненад Поповић (Тузла, 30. септембар 1966) српски је политичар, машински инжењер и привредник. Оснивач је Српске народне партије. Тренутно је министар без портфеља у Влади Републике Србије. Некадашњи је потпредседник Народне скупштине Републике Србије и председник посланичке групе пријатељства са Руском Федерацијом. Бивши је потпредседник ДСС.
Дана 29. јуна 2017. године изабран је за министра без портфеља у Влади Републике Србије задуженог за иновације и технолошки развој Архивирано на веб-сајту  (11. август 2021).
Од 5. новембра 2020. године обавља функцију копредседника српско-руског Међувладиног комитета за трговину, економску и научно-техничку сарадњу.

## Биографија
Његов отац Немања Поповић је универзитетски професор и академик Руске академије природних наука, а мајка Даница професорка историје. Крсна слава Поповића је Лазарева субота.
Средњу школу је завршио у Тузли, а дипломирао 1992. године на Машинском факултету у Београду. Магистрирао је и докторирао на Економском факултету у Москви. Завршио је 10. класу Високе школе безбедности и одбране 2021. године. Говори руски и енглески језик.
Предавао је на Економском факултету Московског државног универзитета Ломоносов, као и на Економском факултету Московског државног рударског универзитета.
Објавио је осам књига и више од 120 научних радова из различитих области, укључујући области економије, регионалног развоја, менаџмента, економских односа Србије и Русије, као и економског развоја јужне српске покрајине Косова и Метохије.
АБС Електро, компанија коју је Поповић основао пре 25 година, почела је као компанија за продају и производњу алуминијумске електротехничке опреме и система аутоматизације за фабрике. Данас ова корпорација броји 3.000 запослених у осам компанија и научних института у Русији. Корпорација је водећи снабдевач електротехничке опреме за енергетска, хидроелектрична и хидронуклеарна постројења у Русији и региону.
Поповић је започео каријеру у државној служби 2005. године као шеф Економског тима за Косово и Метохију и заменик председника Координационог тела Владе Републике Србије за Прешево, Бујановац и Медвеђу.
Био је члан парламента од 2008. до 2012. године као посланик Демократске странке Србије, а такође и потпредседник Народне скупштине Републике Србије у периоду од 2012. до 2014. године.
Водио је посланичку групу пријатељства са Руском Федерацијом.
На позицију на којој се сада налази у Влади кандидује га то што је успешан привредник који је остварио међународно признате резултате у области развоја и примене иновација у индустрији.
Поповић се повукао из својих пословних подухвата како би се бавио јавним послом у Србији.
Он примењује своје јединствено претходно пословно искуство како би побољшао предузетничко окружење и тиме повео Србију ка перспективној и иновативној технолошкој будућности.
Нада се да ће претворити Србију како у регионалног, тако и у глобалног технолошког лидера кроз своје иницијативе за смањење бирократије, повећање буџета за српске предузетнике и отварање радних места и шанси за инвестиције.
Велики је заговорник српске технологије и иновација, и непрестано је промовише иностраним владама, инвеститорима и светским технолошким компанијама.
Поред обављања дужности министра, Поповић прати српску фудбалску репрезентацију, као и Фудбалски клуб Партизан, посећујући утакмице када год је то могуће.
Страствени је скијаш и рекреативни планинар који ужива у скијању и планинарењу у Србији и другим европским земљама.
Основао је 2002. године Фонд АБС Електро, хуманитарну организацију која подржава различите пројекте везане за подршку деци, култури, науци, образовању и спорту.
Био је председник Фудбалског клуба Партизан, као и потпредседник Кошаркашког клуба Партизан.
Председник је Фондације „Свети Александар Невски” из Београда, која је заслужна за обнову меморијалног комплекса споменика Руски Некропољ на Новом гробљу у Београду.
Председник је Почасног савета Друштва српско-руског пријатељства.
Члан је Почасног савета Међународног фонда јединства православних народа, којем председава патријарх Руске православне цркве.
Почасни је председник Фондације Бесмртни пук Архивирано на веб-сајту  (11. август 2021) из Београда.
Основао је 2014. године Српску народну партију (СНП), која тренутно има три посланика у Народној скупштини Републике Србије и територијалне организације у преко сто градова и општина у Републици Србији. Као председник СНП, води снажну националну политику очувања територијалног интегритета и тежи да изгради економски развијену, правну, просперитетну и друштвено одговорну Србију.

## Награде и одликовања
- Орден Светог Саве Другог Степена, за обнову и јачање вере и Цркве у Србији, који додељује Његова Светост Патријарх српски
- Орден Пријатељства, за посебан допринос у развоју економских и друштвених веза Србије и Русије, који додељује председник Руске Федерације
- Орден Светог Данила Московског, за духовни препород Русије, који додељује Патријарх Московски и целе Русије
- Орден Преподобног Сергеја Радоњешког, за посебан допринос развоју односа и зближавању православних народа, који додељује Патријарх Московски и целе Русије
- Орден Преподобног Серафима Саровског, за посебан допринос оживљавању манастира, цркава, храмова као и за црквено-друштвени активизам, који додељује Патријарх Московски и целе Русије[2]
- Орден за хуманост Државне заједнице Србије и Црне Горе за изузетне доприносе у помоћи српском народу на Косову и Метохији
- Награда Заслужни енергетичар Руске Федерације (ру. Заслуженный энергетик Российской Федерации), први странац који је добио ово високо руско признање[3]